# Средневековые болгарские монеты
Средневековые болгарские монеты.
Существование чеканки монет во время Первого болгарского царства не доказано, но они точно изготавливались во Втором болгарском царстве. По материалу, из которого они сделаны, это золото, серебро, билон (сплав меди и серебра) и медь (ее сплавы: бронза и т. п.). По форме они делятся на плоские и гофрированные. Надписи на болгарском языке, реже на греческом. Из-за ограниченного пространства они сокращены, часто представлены всего несколькими буквами и сокращением. С художественной точки зрения они продолжают византийскую традицию, но имеют более схематичное, а иногда и грубое исполнение. Граверы не стремятся придать фигурам объём. Основные средства выражения, которые они используют, — линия и точки. На болгарских монетах есть изображения, не имеющие аналогов в византийско-славянской чеканке, что выделяет их в отдельную группу. Старые болгарские монеты являются важным источником истории Второго болгарского государства.